# شاطرلی، بردع
شاطرلی (به ترکی آذربایجانی: Şatırlı) یک منطقهٔ مسکونی در جمهوری آذربایجان است که در شهرستان بردع واقع شده‌است. شاطرلی ۵۶۸ نفر جمعیت دارد.